# Telmatobufo venustus
Telmatobufo venustus là một loài ếch thuộc họ Leptodactylidae.
Loài này có ở Chile và Argentina.
Môi trường sống tự nhiên của chúng là rừng ôn đới và sông ngòi.
Chúng hiện đang bị đe dọa vì mất môi trường sống.

## Hình ảnh

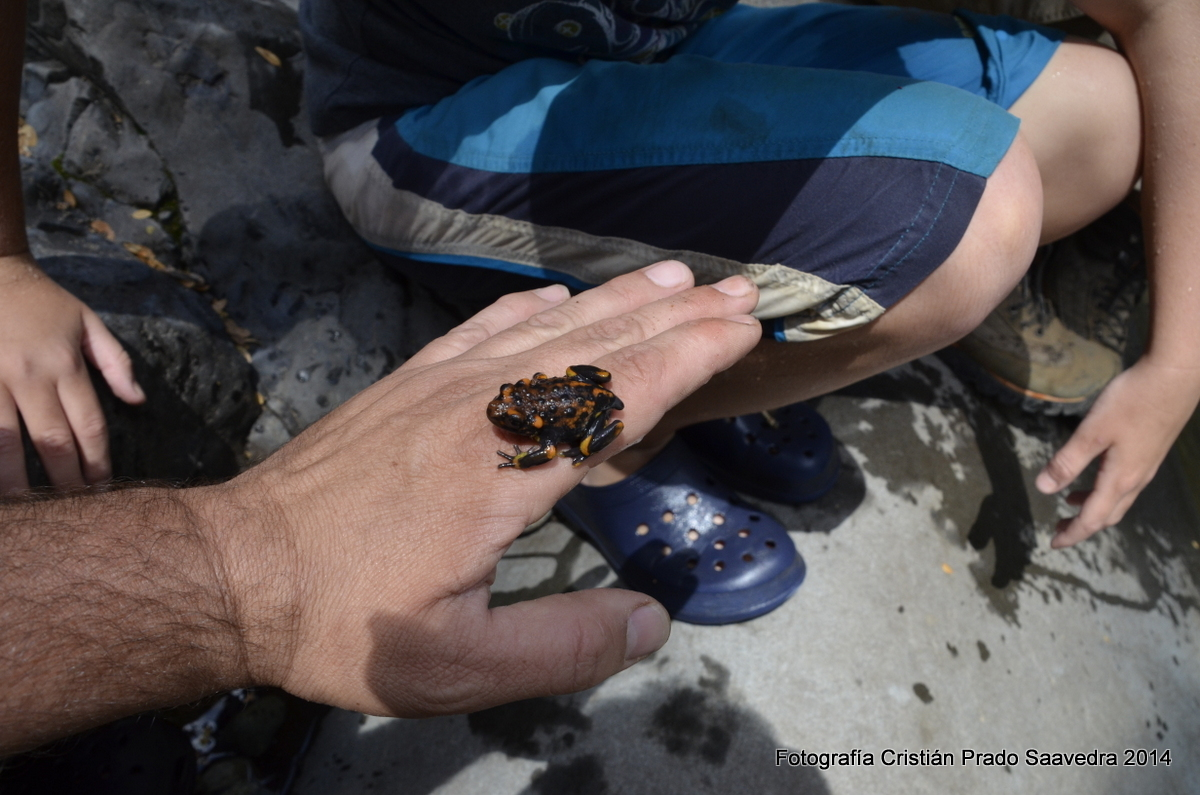
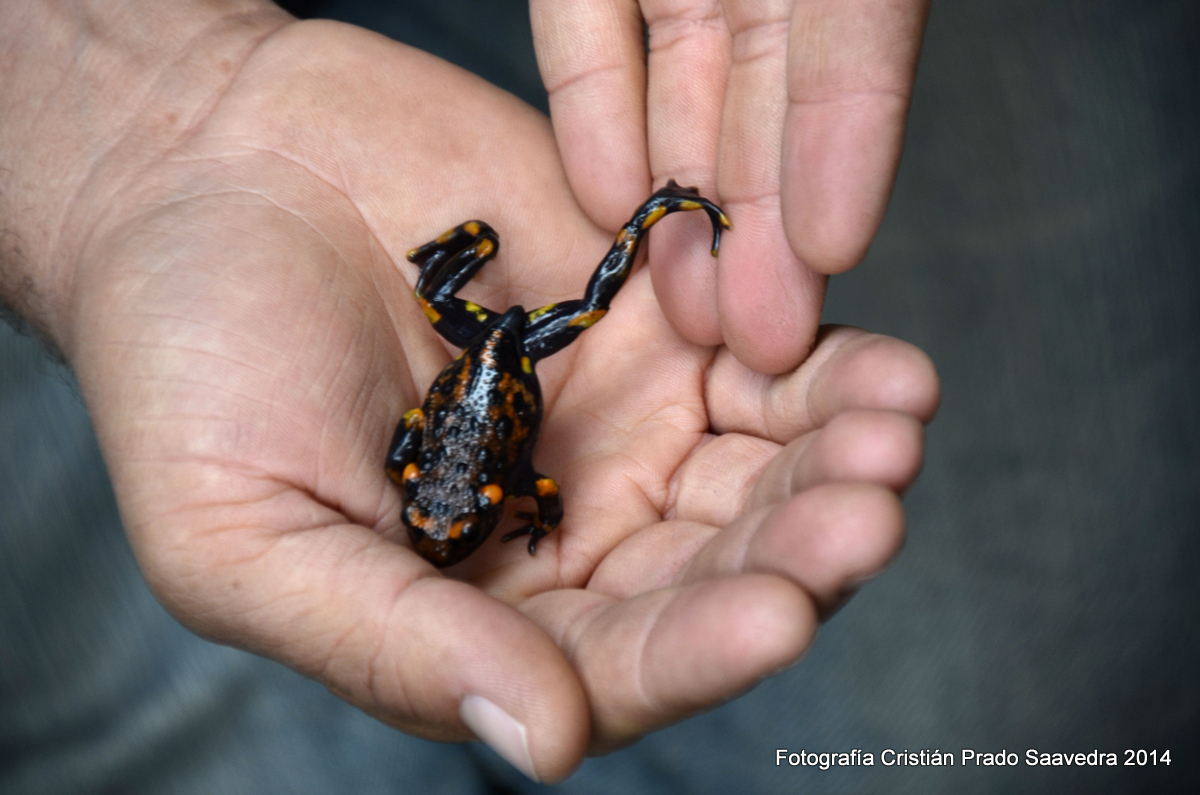